# Buggy

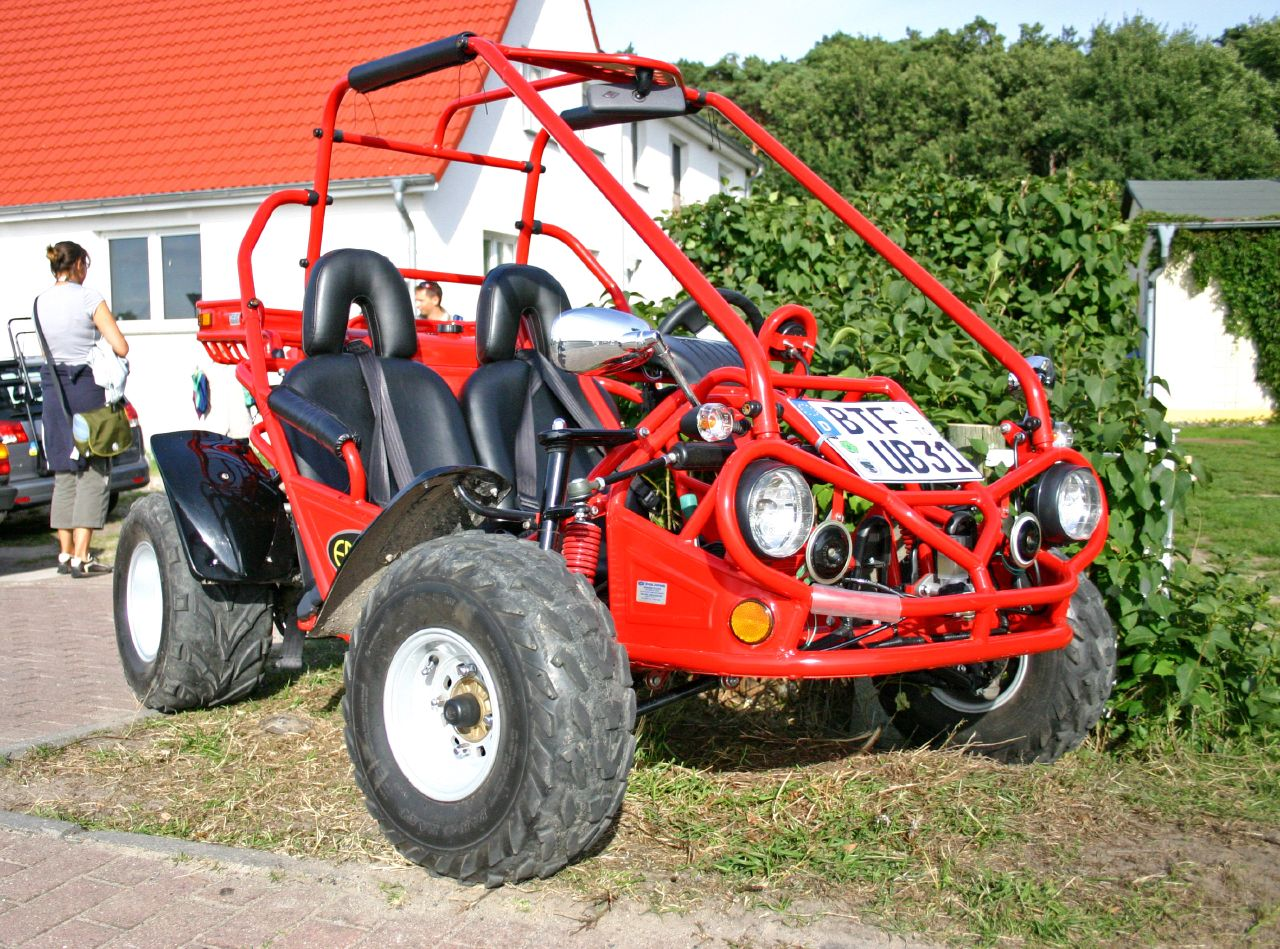
Bugui.

Un bugui (de l'anglès, buggy) és un vehicle dissenyat per circular per la sorra. Sol tenir un xassís lleuger, una carrosseria sense sostre rígid i rodes grans.

## Característiques
Els primers buguis van ser construïts sobre la base del Volkswagen Escarabat. El model es coneixia com a bug, que significa bestiola. Actualment es fabriquen buguis basats en models de producció industrial i també se'n fabriquen de forma artesanal.
Els buguis estan pensats principalment per a persones que gaudeixen amb la conducció o disseny d'aquest tipus de vehicles. Gràcies a les seves grans rodes solen ser utilitzats a les zones costaneres i als deserts, on poden circular lliurement i poden saltar entre les nombroses dunes. També poden ser emprats per treballar en el camp, quan se'ls proporciona una suspensió reforçada. El seu ús s'ha estès entre unitats especials de diferents cossos militars.
Per norma general, la disposició del motor és posterior igual que la tracció. Aquesta configuració li confereix actituds de sobreviratge. Actualment s'estan creant models amb tracció a les 4 rodes i versions de 2 o 4 places.
La producció en sèrie s'ha estès a vehicles sense carrosseria, normalment fabricats a la Xina a causa del seu baix cost, tot i que la seva qualitat és baixa. Encara que legalment tenen limitada la seva potència a 20 CV i la seva velocitat a 70 km/h, s'estan equipant amb motors de 650, 800 i fins i tot 1100 cc.

## Curiositats
Aquest tipus de vehicle ha estat protagonista a algunes sèries de televisió, com Wonderbug (o Magic Buggy) on era capaç de volar, així com en una historieta anomenada Speed Buggy dels mateixos creadors de la sèrie animada Scooby-Doo, produïda per Hanna-Barbera. També ha tingut presència al cinema. A la comèdia I si no, ens enfadem (1974) protagonitzada per Bud Spencer i Terence Hill, els protagonistes competeixen per guanyar un bugui, però és destruït i busquen revenja.